# احمد عثمانوف
احمد عثمانوف (به روسی: Ахмед Усманов، آوانگاری: زادهٔ ۱۶ سپتامبر ۱۹۹۶) یک کشتی‌گیر آزادکار اهل کشور روسیه است.
از افتخارات وی می‌توان به کسب مدال طلا مسابقات قهرمانی کشتی جهان ۲۰۲۳ و مسابقات قهرمانی کشتی اروپا ۲۰۲۴ اشاره کرد.

## فعالیت حرفه‌ای

### قهرمانی کشتی جهان ۲۰۲۳
عثمانوف در وزن ۷۹ کیلوگرم کشتی آزاد قهرمانی کشتی جهان ۲۰۲۳ بلگراد شرکت کرد، او در این مسابقات احمد ماگومدوف از مقدونیه، ساچین مور از هند، محمد نخودی از ایران و اورخان عباسوف از آذربایجان را شکست داد و به فینال رسید. وی در فینال ولادیمیر گامکرلیدزه از گرجستان را شکست داد و مدال طلا را به دست آورد.